# Fradswell
Fradswell es una localidad situada en el municipio de Stafford, en Staffordshire (Inglaterra). Según el censo de 2021, tiene una población de 190 habitantes.
Forma parte de la parroquia civil de Milwich with Fraswell.